# Древнеиндийский календарь

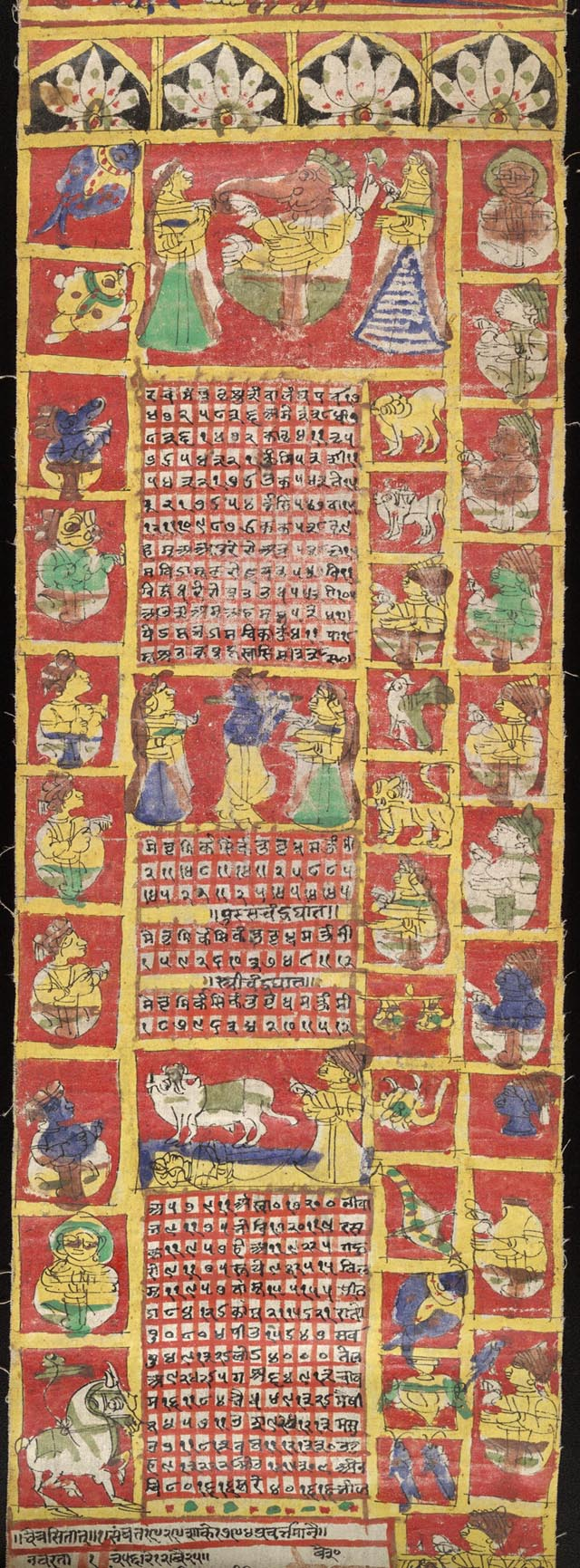
Страница из индуистского календаря 1871—1872 гг.

Индуистский календарь, Панчанга (санскр. पञ्चाङ्ग) или Панджика — один из различных лунно-солнечных календарей, которые традиционно используются на Индийском субконтиненте и в Юго-Восточной Азии, с дополнительными региональными вариациями для социальных и индуистских религиозных целей.
Эры:
- Викрама — 57 год до н. э.
- Сакская эра — 78 год н. э.
- Гупта — 320 год н. э.

## История

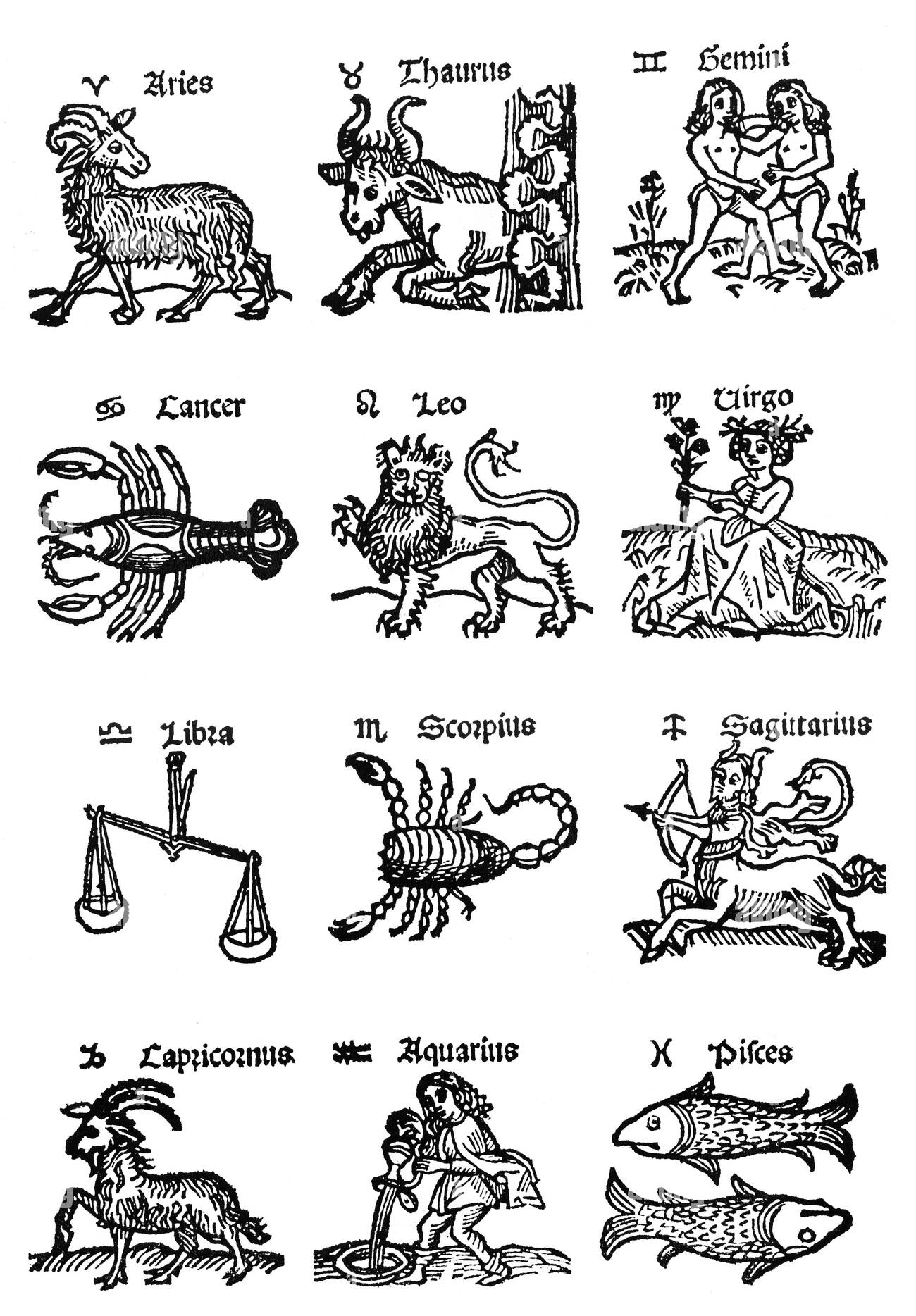
Ксилография двенадцати знаков зодиака

Календарь основан на сидерическом году для солнечного цикла и корректировке лунных циклов каждые три года, но различаются циклами Луны или солнечными циклами и названиями месяцев, а также началом Нового года. Из различных региональных календарей наиболее изученными и известными индуистскими календарями являются Шаливахана Шака, найденная в регионе Декан на юге Индии, Викрам Самват (Бикрами), найденная в Непале, северных и центральных регионах Индии — все они подчёркивают лунный цикл. В этих календарях год начинается весной. В таких регионах, как Тамил Наду и Керала, упор делается на солнечный цикл, и он называется тамильским календарём (хотя в тамильском календаре используются названия месяцев, как в индуистском календаре) и календарём малаялам, и они берут своё начало во второй половине 1-го тысячелетия н. э. Индуистский календарь иногда называют Панчангамом (पञ्चाङ्ग), который также известен как Панджика в Восточной Индии.
Структура древнего индуистского календаря также встречается в еврейском календаре, китайском календаре и вавилонском календаре, но отличается от григорианского календаря. В отличие от григорианского календаря, который добавляет дополнительные дни к месяцу, чтобы скорректировать несоответствие между двенадцатью лунными циклами (354 лунных дня) и почти 365 солнечными днями, индуистский календарь сохраняет целостность лунного месяца, но вставляет дополнительный полный месяц по сложным правилам, один раз в 32—33 месяца, чтобы гарантировать, что праздники и ритуалы, связанные с урожаем, приходятся на соответствующий сезон.
Индуистские календари использовались на Индийском субконтиненте с ведических времён и по-прежнему используются индусами во всем мире, особенно для определения дат индуистских праздников. Ранние буддийские общины Индии приняли древний ведический календарь, позже календарь Викрами, а затем местные буддийские календари . Буддийские праздники по-прежнему планируются по лунной системе. Буддийский календарь и традиционные лунно-солнечные календари Камбоджи, Лаоса, Мьянмы, Шри-Ланки и Таиланда также основаны на более старой версии индуистского календаря. Точно так же древние джайнские традиции следовали той же лунно-солнечной системе, что и индуистский календарь для праздников. Однако буддийские и джайнские календарные системы использовали время жизни Будды и Махавиры в качестве ориентира.
Индуистский календарь также важен для индуистской астрологии и системы зодиака, а также для соблюдения особых дней рождения бога и дней поста, таких как экадаши.

## Истоки
Ведическая культура разработала сложную методологию хронометража и календари для ведических ритуалов. Природа движения Солнца и Луны упоминаются в ведических текстах. Например, в главе 19.3 Каушитаки Брахмана упоминается смещение относительного положения Солнца к северу на 6 месяцев и к югу на 6 месяцев.
Учёт времени был важен для ведических ритуалов, а Джьотиша была областью ведической эпохи отслеживания и предсказания движений астрономических тел, чтобы следить за временем, чтобы установить день и время этих ритуалов. Это исследование является одной из шести древних Веданг, или вспомогательной науки, связанной с Ведами — писаниями Ведического Санатана Санскрити.
Юкио Охаси утверждает, что это поле Веданги возникло в результате фактических астрономических исследований в древний ведический период. Тексты ведических наук Джйотиша были переведены на китайский язык во II и III веках нашей эры, а отрывки из Ригведы по астрономии можно найти в трудах Чжу Цзянъяна и Чжи Цяня. Согласно Субхашу Каку, начало индуистского календаря было намного раньше. Он цитирует греческих историков, ссылающихся на календарь, возникший в 6676 году до н. э., известный как Календарь Саптарси.
Календарь Викрами назван в честь царя Викрамадитьи и начинается в 57 году до н. э.

## Тексты
Индуистские учёные вели точное время, наблюдая и вычисляя циклы Сурьи (Солнца), Луны и планет. Эти расчёты относительно Солнца появляются в различных астрономических текстах на санскрите, таких как «Ариабхата» V века, «Арьябхаты», «Ромака» VI века, «Латадевы», «Панча-сиддхантика», «Варахамихиры», «Кхандакадьяка» VII века, «Брахмагупты» и «Шишядхивриддида» VIII века, «Лала». Эти тексты представляют Сурью и различные планеты и оценивают характеристики движения соответствующих планет. Другие тексты, такие как «Сурья Сиддханта», датированные периодом между V и X веками, описывают различные обожествлённые планеты и истории, связанные с ними.
Рукописи этих текстов существуют в несколько разных версиях. Они представляют Сурью (Солнце), расчёты на основе планет и относительное движение Сурьи относительно Земли. Они различаются по своим данным, что позволяет предположить, что текст был написан и исправлен на протяжении всей их (индийских учёных) жизни. Например, индуистские учёные первого тысячелетия нашей эры рассчитали сидерическую продолжительность года на основе своих астрономических исследований следующим образом и получили немного другие результаты:
| индуистский текст    | Расчётная продолжительность звёздного года |
| Сурья Сиддханта      | 365 дней, 6 часов, 12 минут, 36,56 секунды |
| Паулика Сиддханта    | 365 дней, 6 часов, 12 минут, 36 секунд     |
| Парачара Сиддханта   | 365 дней, 6 часов, 12 минут, 31,50 секунды |
| Арья Сиддханта       | 365 дней, 6 часов, 12 минут, 30,84 секунды |
| Лагху Арья Сиддханта | 365 дней, 6 часов, 12 минут, 30 секунд     |
| Сиддханта Широмани   | 365 дней, 6 часов, 12 минут, 9 секунд      |

В индуистских текстах лунный цикл использовался для определения месяцев и дней, а солнечный цикл — для определения полного года. Эта система похожа на еврейский и вавилонский древние календари, создавая ту же проблему учёта несоответствия между почти 354 лунными днями в двенадцати месяцах и более чем 365 солнечными днями в году. Они отслеживали солнечный год, наблюдая вход и выход Сурьи (Солнца на восходе и закате) в созвездии, образованном звёздами на небе, которое они разделили на 12 интервалов по 30 градусов каждый. Подобно другим древним человеческим культурам, индусы изобрели ряд систем, из которых наиболее часто стали использоваться вставочные месяцы, то есть добавляя ещё один месяц в среднем каждые 32,5 месяца. По мере того как их ведение календаря и астрономические наблюдения становились всё более изощрёнными, индуистский календарь становился более сложным, со сложными правилами и большей точностью.
По словам Скотта Монтгомери, традиция сиддханты, положенная в основу индуистских календарей, предшествует христианской эре, когда-то насчитывалось 18 текстов, из которых только 5 дошли до наших дней. Эти тексты предоставляют конкретную информацию и формулы о движении Солнца, Луны и планет, чтобы предсказать их будущее относительное положение, равноденствия, восход и заход, с поправками на прямое, ретроградное движение, а также параллакс. Эти древние учёные пытались рассчитать своё время с точностью до трути (29,63 микросекунды). Стремясь точно отслеживать относительное движение небесных тел для своего календаря, они вычислили средний диаметр Земли, который был очень близок к фактическим 12 742 км.
Индуистские календари были усовершенствованы во время астрономии эпохи Гупта Арьябхатой и Варахамихирой в V—VI веках. Они, в свою очередь, были основаны на астрономической традиции «Веданги Джйотиши», которая в предыдущие века была стандартизирована в ряде (не дошедших до нас) работ, известных как Сурья Сиддханта. Региональная диверсификация произошла в средневековый период. Астрономические основы получили дальнейшее развитие в средневековый период, особенно Бхаскарой II (XII век).

### Астрология
Позже термин Джьотиша превратился в индуистскую астрологию. Астрологическое применение индуистского календаря было областью, которая, вероятно, развивалась в течение столетий после прихода греческой астрологии с Александром Македонским, потому что их знаки зодиака почти идентичны.
Ведийские солнечные месяцы, в текстах категории Шрути (прежде всего — Веды), не имеют зодиакальных ассоциаций.
Древние индуистские тексты о Джйотише обсуждают только хронометраж и никогда не упоминают астрологию или пророчества. Эти древние тексты преимущественно охватывают астрономию, но на рудиментарном уровне. Тексты более поздней средневековой эпохи, такие как Явана-джатака и тексты Сиддханты, больше связаны с астрологией.

### Балийский индуистский календарь
Индуизм и буддизм были видными религиями Юго-Восточной Азии в первом тысячелетии нашей эры, до исламского завоевания, которое началось в XIV веке. Индусы преобладали на Бали, в Индонезии, и у них есть два типа индуистского календаря. Один из них представляет собой 210-дневный календарь «Павукон», который, вероятно, является доиндуистской системой, а другой похож на лунно-солнечную календарную систему, найденную в Южной Индии, и называется «балийским календарём сака», в котором используется индуистская методология. Названия месяцев и праздников у балийских индусов в большинстве своём разные, хотя значение и легенды имеют некоторое совпадение.

## Астрономическая основа
Индуистский календарь основан на геоцентрической модели Солнечной системы. Большая часть этого календаря определяется на основе движения Солнца и Луны вокруг Земли (саура мана и чандра мана соответственно). Кроме того, он включает синодические, сидерические и тропические элементы. Многие варианты индуистского календаря были созданы путём включения и исключения этих элементов (солнечного, лунного, лунно-солнечного и т. д.) и используются в разных частях Индии.
|               | синодические элементы           | звёздные элементы                                                       | тропические элементы                           |
| ------------- | ------------------------------- | ----------------------------------------------------------------------- | ---------------------------------------------- |
| саура мана    |                                 | раси, саурамаса, варша                                                  | уттараяна, дакшинаяна, деваяна, питрияна, риту |
| чандра мана   | титхи, пакша, чандрамаса, варша |                                                                         |                                                |
| накшатра мана |                                 | дина, гхатика (она же нади), вигхатика (она же винади), прана (ака асу) |                                                |
| савана мана   | дина                            |                                                                         |                                                |

## Год: Самват

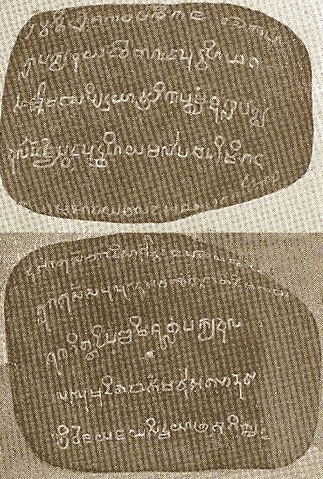
Система индуистского календаря сака самват встречается в индонезийских надписях, таких как надпись Кедукан Букит (на фото выше), датированная 604 годом Шака, что эквивалентно 682 году н. э.

Самват относится к эре нескольких индуистских календарных систем в Непале и Индии, аналогично христианской эре. В исторических буддийских, индуистских и джайнских текстах и эпиграфике есть несколько самват, три из которых наиболее значимы: эпоха Викрама, эпоха Старого Шака и эпоха Шака 78 года н. э.
- Викрам Самват (Бикрам Самбат): Северо-индийский альманах, который начался в 57 году до н. э. и также называется «Эрой Викрама» (по имени др.-индийского царя). Он связан с календарём Бикрами и апокрифически связан с Викрамадитьей. Год начинается с месяца Байшах/ Вайшакха. Эта система распространена в эпиграфических свидетельствах северного, западного, центрального и восточного Индийского субконтинента, особенно после первых веков 1-го тысячелетия нашей эры[37].
- Шака Самват: в научных исследованиях используются две системы эпохи Шака, одна из которых называется «Эрой Старого Шака», эпоха которой неизвестна, вероятно, где-то в первом тысячелетии до нашей эры, потому что она используется в древних буддийских, джайнских и индуистских надписях и текстах. Однако отправная точка эпохи Старого Шака является предметом споров среди учёных. Вторая система называется «Эра Сака 78 года н. э.», или просто «Эра Сака», система, которая распространена в эпиграфических свидетельствах из южной Индии[37].
- Эпоха саков в Юго-Восточной Азии: индуистская календарная система в Индонезии связана с легендой о прибытии индусов с мудрецом Аджи Сака на Яву I века в марте 78 года н. э.[38][39]. Этот базовый год используется во многих текстах и надписях древней и средневековой эпохи, найденных на индонезийских островах[40][41]. На материковой части Юго-Восточной Азии самое раннее поддающееся проверке использование методологии индуистских саков в надписях отмечено сака 533 в Анкор Борей, что соответствует 611 году н. э., в то время как надпись Кедукан Букит на Суматре, содержащая три даты в сака 604 (682 год, самое раннее известное использование эпохи Шака на индонезийских островах[41]). Однако эти надписи только задают тон для использования эпохи Шака в этих местах, и индуистский календарь, вероятно, существовал в Юго-Восточной Азии до этих дат, чтобы использоваться в важных памятниках. Кроме того, индуистская календарная система оставалась популярной среди индусов до XV века, а затем и на Бали[41].
- Индийский национальный календарь (современный): объединяет множество индуистских календарей в один официальный стандартизированный, но старые по-прежнему используются[42].

## Месяцы

### Солнечный месяц и времена года
Индуистский календарь делит Зодиак на двенадцать частей, называемых раси. Время, затрачиваемое Солнцем на прохождение знака, — это солнечный месяц, название которого идентично названию знака. На практике солнечные месяцы чаще всего называют раси (не месяцами).
Солнечные месяцы называются по-разному в разных региональных календарях. В то время как календарь малаялам в целом сохраняет фонетические санскритские названия, бенгальский и тамильский календари используют санскритские названия лунных месяцев (чайтра, вайшака и т. д.) следующим образом:
- В тамильском календаре Меша, Вриша и т. д. заменены на Читираи, Вайгаси и т. д.
- Бенгальский календарь подобен тамильскому календарю, за исключением того, что он начинается с Boiśākh (вместо Choitrô), за которым следует Jyoisthô и т. д. Календари ассамский и Одиа также построены таким же образом.

Солнечные месяцы (раши) вместе с их эквивалентными названиями в бангалийском, малаяламском и тамильском календарях приведены ниже:
| #  | Викрами (солнечный) | ассамский    | бенгальский        | малаялам            | Одиа                              | тамильский       | телугу             | григорианский    |
| -- | ------------------- | ------------ | ------------------ | ------------------- | --------------------------------- | ---------------- | ------------------ | ---------------- |
| 1  | Мина                | চ'ত (Сёт)    | চৈত্র (Чойтро)       | മീനം (Минам)          | ଚୈତ୍ର (Чайтра)                      | பங்குனி (Пангуни)\| | చైత్రం (Чайтрам)      | март апрель      |
| 2  | Меша                | ব'হাগ (Бёхаг) | বৈশাখ (Бойшах)       | മേടം (Медам)          | ବୈଶାଖ (Байсаха)                     | சித்திரை (Читираи)   | వైశాఖం (Вайшакам)     | апрель май       |
| 3  | Вриша               | জেঠ (Зет)     | জ্যৈষ্ঠ (Jyoisthô)    | ഇടവം (Эдавам)        | ଜ୍ୟେଷ୍ଠ (Jyesṭha)                    | வைகாசி (Вайгаси)    | ఝేయిస్తాం (Джейстам)    | май июнь         |
| 4  | Митхуна             | আহাৰ (ахар)   | আষাঢ় (асад)         | മിഥുനം (Митхунам)      | ଆଷାଢ଼ (асадха)                      | ஆனி (аани)        | ఆషాడం (ашадам)       | июнь июль        |
| 5  | Карка               | শাওণ (Шаун)   | শ্রাবণ (Śrābôṇ)      | കർക്കടകം (Каркадакам) | ଶ୍ରାବଣ (Шрабана)                    | ஆடி (аади)        | శ్రవణం (Шраванам)    | июль август      |
| 6  | Синга               | ভাদ (Бхадо)   | ভাদ্র (Бхадро)       | ചിങ്ങം (Чингам)        | ଭାଦ୍ରବ (Бхадраба) или ଭାଦ୍ର (Бхадра)  | ஆவணி (аавани)     | భద్రపదం (Бадрападам) | август сентябрь  |
| 8  | Тула                | কাতি (Кати)    | কার্তিক (Картик)      | തുലാം (Тулам)          | କାର୍ତ୍ତିକ (Картика)                   | ஐப்பசி (айппаси)   | కార్తీకం (Картикам)    | октябрь ноябрь   |
| 9  | Врищика             | আঘোণ (агюн)   | অগ্রহায়ণ (Ôgrôhāyôn) | വൃശ്ചികം (Врищикам)     | ମାର୍ଗଶିର (Маргасира)                 | கார்த்திகை (Картигай) | మార్గశిరం (Маргасирам) | ноябрь декабрь   |
| 10 | Дханус              | পোহ (Пух)     | পৌষ (Пушистый)      | ധനു (Дхану)          | ପୌଷ (Пауза)                        | மார்கழி (Маргажи)   | పుష్యం (Пушьям)       | декабрь — январь |
| 11 | Макара              | মাঘ (маг)     | মাঘ (Маг)           | മകരം (Макарам)       | ମାଘ (Магха)                        | தை (тайский)      | మాఘం (Магам)         | январь февраль   |
| 12 | Кумбха              | ফাগুন (Пхагун) | ফাল্গুন (Пхалгун)     | കുംഭം (Кумбхам)        | ଫାଲ୍ଗୁନ (Пхалгуна) или ଫଗୁଣ (Пхагуна) | மாசி (Мааси)\|     | ఫాల్గుణం (Пхалгунам)   | февраль март     |

Солнечные месяцы (раши) вместе с приблизительным соответствием индуистским временам года и месяцам по григорианскому календарю:
| Раси             | Звёздные знаки | Григорианские месяцы                | Риту (сезон)       | Риту в Деванагари | Бенгальское название Риту | Гуджаратское название Риту | Каннадское название Риту | Кашмирское название Риту | Малаяламское название Риту | Одиа название Риту   | Тамильское название Риту | Телугу название Риту    | Тибетское название Риту                            | Калачакра-тантра Тибетское название Риту |
| ---------------- | -------------- | ----------------------------------- | ------------------ | ----------------- | ------------------------- | -------------------------- | ------------------------ | ------------------------ | -------------------------- | -------------------- | ------------------------ | ----------------------- | -------------------------------------------------- | ---------------------------------------- |
| Мина Меша        | ♓ ♈          | Середина марта — середина мая       | Васанта (Весна)    | वसन्त              | বসন্ত (Bôsôntô)            | વસંત ઋતુ (Vasaṃta r̥tu)       | ವಸಂತ ಋತು (Vasaṃta Ṛtu)     | سونٛتھ [sõ:tʰ]            | വസന്തം (Vasaṃtam)            | ବସନ୍ତ (Basanta)       | இளவேனில் (ilavenil)         | వసంత ఋతువు (Vasaṃta Ṛtuvu) | དཔྱིད་ར་བ་དང་དཔྱིད་བར་མ (shid rawa, thang, shid warma) | དཔྱིད་ཀ (shid ka)                          |
| Вришабха Митхуна | ♉ ♊          | Середина мая — середина июля        | Гришма (Лето)      | ग्रीष्म              | গ্রীষ্ম (Grishsho)           | ગ્રીષ્મ ઋતુ (Grīṣma r̥tu)       | ಗ್ರೀಷ್ಮ ಋತು (Grīṣma Ṛtu)     | گرٛێشِم [greʃim]           | ഗ്രീഷ്മം (Grīṣmam)             | ଗ୍ରୀଷ୍ମ (Grīsma)        | முதுவேனில் (mudhuvenil)       | గ్రీష్మ ఋతువు (Grīṣma Ṛtuvu) | དཔྱིད་ཐ་མ་དང་དབྱར་ར་བ། (shid dama, thang, yar rawa)   | སོ་ག(soga)                                |
| Карката Симха    | ♋ ♌          | Середина июля — середина сентября   | Варша (Муссон)     | वर्षा               | বর্ষা (Bôrsha)              | વર્ષા ઋતુ (Varṣa r̥tu)         | ವರ್ಷ ಋತು (Varṣa Ṛtu)       | ؤہراتھ [wəhraːtʰ]        | വര്ഷം (Varṣām)               | ବର୍ଷା (Barsā)          | கார் (kaar)                | వర్ష ఋతువు (Varṣa Ṛtuvu)   | དབྱར་བར་མ་དང་དབྱར་ཐ་མ (yarwarma, thang, yardama)     | དབྱར་ག (yarka)                            |
| Канья Тула       | ♍ ♎          | Середина сентября — середина ноября | Шарады (Осень)     | शरद्               | শরৎ(Shôrôt)               | શરદ ઋતુ (Śarad r̥tu)         | ಶರದೃತು (Śaradṛtu)          | ہَرُد [harud]              | ശരത് (Śarat)                | ଶରତ (Sarata)         | குளிர் (kulir)              | శరదృతువు (Śaradṛtuvu)      | སྟོན་ར་བ་དང་སྟོན་བར་མ (ston rawa, thang, ston warma)   | སྟོན་ཁ (stonka)                            |
| Вришика Дхану    | ♏ ♐          | Середина января — середина марта    | Хеманта (Предзима) | हेमन्त              | হেমন্ত (Hemôntô)            | હેમંત ઋતુ (Hēmaṃta r̥tu)       | ಹೇಮಂತ ಋತು (Hēmaṃta Ṛtu)     | وَنٛدٕ [wandɨ]              | ഹേമന്തം (Hemantam)            | ହେମନ୍ତ (Hemanta)       | முன்பனி (munpani)           | హేమంత ఋతువు (Hēmaṃta Ṛtuvu) | སྟོན་ཐ་མ་དང་དགུན་ར་བ (ston da ma, thang, dgun rawa)   | དགུན་སྟོད (dgun stod)                       |
| Макара Кумбха    | ♑ ♒          | Середина мая — середина июля        | Шишира (Зима)      | शिशिर               | শীত (Śeet)                 | શિશિર ઋતુ (Śiśira r̥tu)        | ಶಿಶಿರ ಋತು (Śiśira Ṛtu)      | شِشُر [ʃiʃur]              | ശിശിരം (Śiśiram)              | ଶୀତ/ଶିଶିର (Sīta/Sisira) | பின்பனி (pinpani)           | శిశిర ఋతువు (Śiśira Ṛtuvu)  | དགུན་བར་མ་དང་དགུན་ཐ་མ (dgun warma, thang, dgun dama) | དགུན་སྨད (dgun smad)                       |

Названия солнечных месяцев также используются в дариском календаре для планеты Марс.

### Лунные месяцы
Лунные месяцы определяются на основе лунных циклов, то есть регулярных новолуний и полнолуний, а также чередующихся фаз прибывающей и убывающей Луны.

#### Пакша
Лунный месяц состоит из двух двух-недельных периодов, называемых пакша (पक्ष, буквально «сторона»). Две недели — это яркая, растущая половина, когда размер Луны увеличивается и заканчивается полнолунием. Это называется «Гаура Пакша» или Шукла Пакша. Другая половина — это тёмные, убывающие две недели, которые заканчиваются новолунием. Это называется «Вадхья Пакша» или Кришна Пакша. Индуистские праздники обычно проводятся либо в день полнолуния, либо в самую тёмную ночь (амавасья, अमावास्या) или на следующий день, за исключением некоторых, связанных с Кришной, Дургой или Рамой . В лунные месяцы жаркого лета и напряжённую часть сезона дождей, связанную с урожаем, обычно не проводятся крупные праздники.

#### Системы Аманта и Пурниманта

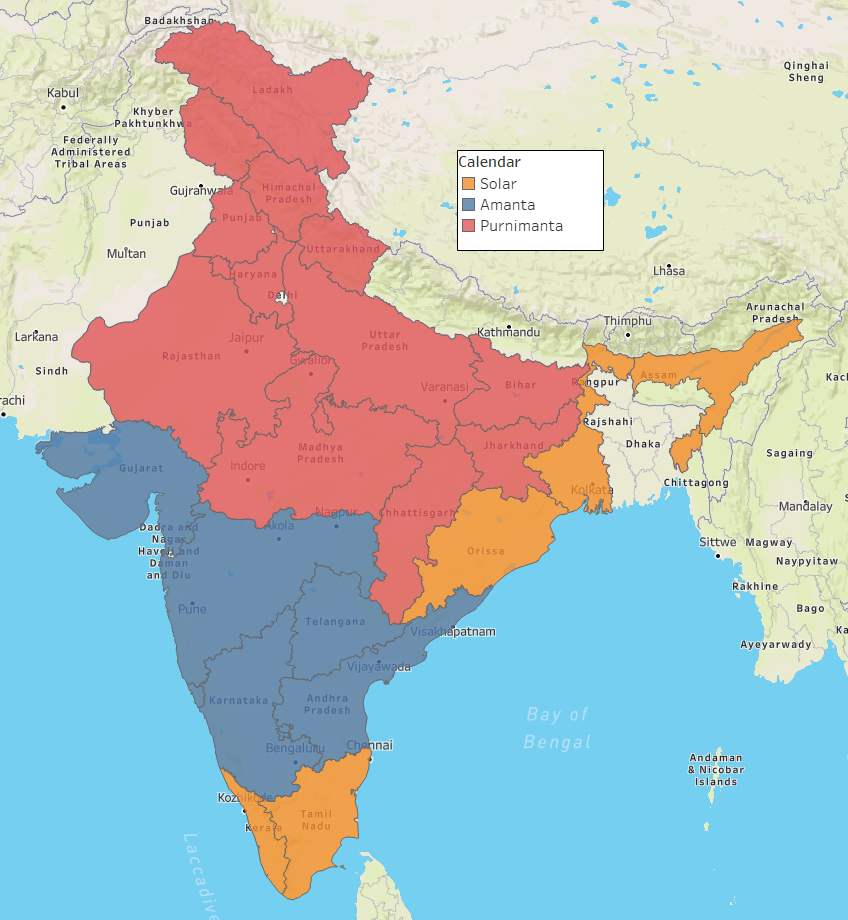
Использование календаря в Индии

На Индийском субконтиненте соблюдаются две традиции в отношении лунных месяцев: традиция Аманта, согласно которой лунный месяц заканчивается в безлунный день, и традиция Пурниманта, которая заканчивается в день полнолуния. Как следствие, в традиции Аманта через месяц Шукла пакша предшествует Кришна пакше, тогда как в традиции Пурниманта Кришна пакша предшествует Шукла пакше. В результате пакша Шукла будет принадлежать одному и тому же месяцу в обеих традициях, тогда как пакша Кришна будет связана с разными (но последующими) месяцами в каждой традиции.
|            | Кришна Пакша | Шукла Пакша | Кришна Пакша |
| ---------- | ------------ | ----------- | ------------ |
| Аманта     | Пхалгуна     | Чайтра      | Чайтра       |
| Пурниманта | Чайтра       | Чайтра      | Вайшака      |

Традиции Аманта (Амавасьанта, Мукхьямана) следуют большинство индийских штатов, имеющих полуостровную береговую линию (за исключением Одиши, Тамил Наду и Кералы, которые следуют солнечным месяцам). Штатами являются Гуджарат, Махараштра, Гоа, Карнатака, андхра-Прадеш и Телангана. Большинство индийских штатов к северу от гор Виндхья следуют традиции Пурниманта (Гаунамана).
Традиции Пурниманты следовали в ведическую эпоху. Она была заменена системой Аманта и использовалась в качестве индуистской календарной системы до I века до н. э., но традиция Пурниманта была возобновлена в 57 году до н. э. Викрамадитья, который хотел вернуться к ведическим корням. Наличие этой системы является одним из факторов, учитываемых при датировании древнеиндийских рукописей и эпиграфических свидетельств, дошедших до наших дней.
Две традиции системы Аманта и Пурниманта привели к альтернативным способам датировки любого праздника или события, происходящего в Кришна пакше, в исторической индуистской, буддийской или джайнской литературе, а также в современной региональной литературе или календарях праздниках. Например, индуистский праздник Маха Шиваратри приходится на четырнадцатый лунный день тёмной половины лунного месяца Магха в системе Аманта, в то время как тот же точный день выражается в системе Пурниманта как четырнадцатый лунный день тёмной половины лунного месяца Пхалгуна. И система измерения времени, и система датирования являются эквивалентными способами обозначения одного и того же, они продолжают использоваться в разных регионах, хотя система Пурниманта теперь обычно считается подразумеваемой в современной литературе по индологии, если не указано иное.

#### Список лунных месяцев
Названия индуистских месяцев различаются в зависимости от региона. Те индуистские календари, которые основаны на лунном цикле, обычно являются фонетическими вариантами друг друга, в то время как солнечный цикл, как правило, также является вариантами друг друга, что позволяет предположить, что знания об хронометрии широко распространялись по Индийскому субконтиненту в древние времена.
В течение каждого лунного месяца Солнце переходит в знак зодикака (санкранти). Лунный месяц, в котором Солнце переходит в Мешу, называется Чайтра и обозначается как первый месяц лунного года.

Несколько основных календарей приведены ниже:
| #  | Викрами (лунный)        | Санкранти | Хинди/ Маратхи/ Непальский | Каннада            | Кашмири                                                          | Таиланд        | Мейтей (Манипури) | Панджаби                      | Синдхи                             | Телугу                | Доход        | Тибетский  | Григорианский     |
| -- | ----------------------- | --------- | -------------------------- | ------------------ | ---------------------------------------------------------------- | -------------- | ----------------- | ----------------------------- | ---------------------------------- | --------------------- | ------------ | ---------- | ----------------- |
| 1  | Чайтра                  | Mēsha     | चैत्र / चैत                   | ಚೈತ್ರ (Chaitra)      | ژِتھٕر [t͡sitʰɨr] или ژٕتھٕر [t͡sɨtʰɨr]                                | 𑒔𑒻𑒞𑒱 (Chait)     | ꯂꯝꯇꯥ (Lamta)       | ਚੇਤ (Chēt)                     | چيٽُ (Chēṭu)                        | చైత్రము (Chaitramu)      | Suggi        | ནག་པ་ཟླ་བ   | March-April       |
| 2  | Вайшакха                | Vrisha    | वैशाख                        | ವೈಶಾಖ (Vaisākha)     | وَہؠکھ [wahʲakʰ] или بیساکھ [beːsaːkʰ]                            | 𑒥𑒻𑒮𑒰𑒐 (Baishakh) | ꯁꯖꯤꯕꯨ (Sajibu)      | ਵਸਾਖ (Vasākh)                  | ويساکُ (Vēsāku) или وِهاءُ (Vihāu)    | వైశాఖము (Vaiśākhamu)     | Paggu        | ས་ག་ཟླ་བ    | April-May         |
| 3  | Джьештха                | Mithuna   | ज्येष्ठ / जेठ                  | ಜ್ಯೇಷ್ಠ (Jyeshta)     | زیٹھ [zeːʈʰ]                                                     | 𑒖𑒹𑒚 (Jeth)      | ꯀꯥꯂꯦꯟ (Kalen)       | ਜੇਠ (Jēṭh)                     | ڄيٺُ (Jēṭhu)                        | జ్యేష్ఠము (Jyēsṭhamu)     | Bēsha        | སྣྲོན་ཟླ་བ     | May-June          |
| 4  | Ашадха                  | Karka     | आषाढ़ / आषाढ / असार            | ಆಷಾಢ (Āshāda)       | ہار [haːr]                                                       | 𑒁𑒮𑒰𑒜𑓃 (Asadh)    | ꯏꯉꯥ (Eenga)        | ਹਾੜ੍ਹ (Hāṛh)                    | آکاڙُ (Ākhāṛu) или آهاڙُ (Āhāṛu)     | ఆషాఢము (Āṣāḍhamu)       | Kārtel       | ཆུ་སྟོད་ཟླ་བ   | June-July         |
| 5  | Шравана                 | Singa     | श्रावण / साउन                 | ಶ್ರಾವಣ (Shrāvana)    | شرٛاوُن [ʃraːwun]                                                  | 𑒮𑒰𑒍𑒢 (Saon)     | ꯏꯉꯦꯟ (Eengen)      | ਸਾਓਣ (Sāoṇ)                    | سانوَڻُ (Sānvaṇu)                    | శ్రావణము (Śrāvaṇamu)     | Aaṭi         | གྲོ་བཞིན་ཟླ་བ  | July-August       |
| 6  | Бхадрапада              | Kanya     | भाद्र / भाद्रपद / भदौ           | ಭಾದ್ರಪದ (Bhādrapada) | بٲدٕرپؠتھ [bəːdɨrpʲatʰ] или بٲدرؠتھ [bəːdrʲatʰ] или بٲدٕر [bəːdɨr] | 𑒦𑒰𑒠𑒼 (Bhado)     | ꯊꯧꯋꯥꯟ (Thouwan)     | ਭਾਦੋਂ (Bhādōn) или ਭਾਦਰੋਂ (Bhādrōn) | بَڊو (Baḍo) или بَڊرو (Baḍro)        | భద్రపదము (Bhadrapadamu) | Sona         | ཁྲིམས་སྟོད་ཟླ་བ | August-September  |
| 7  | Ашвина                  | Tula      | आश्विन / असोज                 | ಆಶ್ವಯುಜ (Āswayuja)   | ٲشِد [əːʃid]                                                      | 𑒂𑒮𑒱𑒢 (Aasin)    | ꯂꯥꯡꯕꯟ (Langban)    | ਅੱਸੂ (Assū)                     | اَسُو (Asū)                          | ఆశ్వయుజము (Āśvayujamu)   | Kanya/Nirnāl | ཐ་སྐར་ཟླ་བ   | September-October |
| 8  | Картика                 | Vrischika | कार्तिक / कात्तिक                | ಕಾರ್ತೀಕ (Kārtika)     | کارتِکھ [kaːrtikʰ]                                                | 𑒏𑒰𑒞𑒱𑒏 (Katik)    | ꯃꯦꯔꯥ (Mera)         | ਕੱਤਕ (Kattak)                  | ڪَتِي (Katī)                         | కార్తికము (Kārtikamu)     | Bontel       | སྨིན་དྲུག་ཟླ་བ  | October-November  |
| 9  | Mārgasirsa (Маргаширша) | Dhanus    | मार्गशीर्ष / मंसिर               | ಮಾರ್ಗಶಿರ (Mārgasira)  | مَنٛجہۆر [mand͡ʒhor] или مۄنٛجہِ ہور [mɔnd͡ʒihoːr] или مَگَر [magar]     | 𑒁𑒑𑒯𑒢 (Agahan)  | ꯍꯤꯌꯥꯡꯀꯩ (Heeyangkei) | ਮੱਘਰ (Magghar)                 | ناهرِي (Nāhrī) или مَنگهِرُ (Manghiru) | మార్గశిరము(Mārgaśiramu)   | Jārde        | མགོ་ཟླ་བ     | November-December |
| 10 | Пауша                   | Makara    | पौष / पुष                    | ಪುಷ್ಯ (Pushya)       | پوہ [poːh] или پۄہ [pɔh]                                         | 𑒣𑒴𑒮 (Poos)      | ꯄꯣꯢꯅꯨ (Poinu)       | ਪੋਹ (Poh)                      | پوهُه (Pohu)                        | పుష్యము(Puṣyamu)         | Perarde      | རྒྱལ་ཟླ་བ     | December-January  |
| 11 | Магха (месяц)           | Kumbha    | माघ                         | ಮಾಘ (Magha)         | ماگ [maːg]                                                       | 𑒧𑒰𑒒 (Magh)      | ꯋꯥꯛꯆꯤꯡ (Wakching)   | ਮਾਘ (Māgh)                     | مانگھُه (Mānghu)                    | మాఘము(Māghamu)          | Puyintel     | མཆུ་ཟླ་བ     | January-February  |
| 12 | Пхальгуна               | Mina      | फाल्गुण / फाल्गुन / फागुन          | ಫಾಲ್ಗುಣ (Phalguna)    | پھاگُن [pʰaːgun]                                                  | 𑒤𑒰𑒑𑒳𑒢 (Fagun)    | ꯐꯥꯢꯔꯦꯜ (Fairel)     | ਫੱਗਣ (Phaggaṇ)                 | ڦَڳُڻُ (Phaguṇu)                      | ఫాల్గుణము (Phālguṇamu)    | Māyi         | དབོ་ཟླ་བ     | February-March    |

### Поправки между лунными и солнечными месяцами
Двенадцать индуистских мас (маса, лунный месяц) равны примерно 354 дням, тогда как продолжительность звёздного (солнечного) года составляет примерно 365 дней. Это создаёт разницу примерно в одиннадцать дней, которая компенсируется каждые (29,53/10,63) = 2,71 года или примерно каждые 32,5 месяца. Пурушоттам Маас или адхик Маас — это дополнительный месяц, который вставляется для согласования лунного и солнечного календарей. Двенадцать месяцев подразделяются на шесть лунных сезонов, приуроченных к сельскохозяйственным циклам, цветению живых цветов, опаданию листьев и погоде. Чтобы объяснить несоответствие между лунным и солнечным календарями, индуистские учёные приняли вставочные месяцы, в которых определённый месяц просто повторялся. Выбор этого месяца не был случайным, а был приурочен к синхронизации двух календарей с циклом сельского хозяйства и природы.
Повторение месяца создало проблему планирования праздников, свадеб и других общественных мероприятий без повторений и путаницы. Это было решено путём объявления одного месяца шудха (чистый, регулярный, правильный, также называемый месяцем дэва), а другой мала или адхика (дополнительный, нечистый и неблагоприятный, также называемый асура маса).
Индусские математики, которые рассчитали лучший способ приспособить два года к длительным периодам юги (эпоха, таблицы, исчисляющие 1000 лет), они определили, что лучший способ интеркалировать месяцы — это вычислить время интеркалярных месяцев по 19-летнему периоду. Эта интеркаляция обычно применяется на 3-м, 5-м, 8-м, 11-м, 14-м, 16-м и 19-м годах этого цикла. Кроме того, сложные правила исключают повторение лунных месяцев маргасирша (также называемого аграхаяна), пауша и маагха . Исторические индуистские тексты не согласуются с этими правилами, поскольку в индуистской культуре процветают конкурирующие идеи.

#### Редкие исправления
Индуистский календарь вносит дальнейшие редкие корректировки в течение цикла веков, когда определённый месяц считается месяцем кшайя (выпадающим). Это происходит из-за сложности относительных движений Луны, Солнца и Земли. Андерхилл (1991) описывает эту часть теории индуистского календаря: «Когда солнце находится в перигее, а лунный месяц самый длинный, если новолуние непосредственно предшествует самкранти, то первый из двух лунных месяцев удаляется (называемый ниджа или кшая)». Это, например, произошло в 1-м году до н. э., когда не было новолуния между самкранти Макара и самкранти Кумбха, и месяц Пауша был опущен.

## День
Как и месяцы, в индуистском календаре есть два измерения суток: одно основано на движении Луны, а другое — на солнечном. Солнечный (саура) день или гражданский день, называемый диваса (दिवस), который традиционно использует большинство индусов, его легко и эмпирически наблюдать, с часами или без них, и он определяется как период от одного восхода солнца до другого. Лунный день называется титхи (तिथि), и это основано на сложных измерениях лунного движения. Лунный день или титхи может, например, начинаться в середине дня и заканчиваться следующим днём. Оба эти дня не соответствуют непосредственно математической мере дня, такой как равные 24 часам солнечного года, факт, который знали исследователи индуистского календаря, но система диваса была удобна для населения в целом. Титхи были основой для ритуалов и праздников, а диваса — для повседневного использования. Индуистские календари корректируют несоответствие дивасы и титхи, используя методологию, аналогичную солнечным и лунным месяцам.
Технически титхи определяется в ведических текстах, как утверждает Джон Э. Корт, как «время, необходимое для совместного движения Солнца и Луны, чтобы увеличить (в светлые две недели) или уменьшить (в тёмные две недели) их относительное расстояние на двенадцать градусы зодиака». Эти движения измеряются с использованием фиксированной карты небесного зодиака в качестве эталона, и, учитывая эллиптические орбиты, продолжительность титхи варьируется от 21,5 до 26 часов, утверждает Корт. Однако в индийской традиции практика населения в целом заключалась в том, чтобы рассматривать титхи как солнечный день между одним восходом Солнца и другим.
В лунном месяце 30 титхи . Согласно техническому стандарту, каждая титхи содержит разное количество часов, но способствует общей целостности календаря. Учитывая изменение продолжительности солнечного дня в зависимости от времени года и относительное движение Луны, время начала и окончания титхи меняется в зависимости от сезона и года, и титхи периодически настраиваются для синхронизации с дивасой с интеркаляцией.

### Будний день / Васара
Васара относится к будним дням на санскрите. Также упоминается как Вара и используется как суффикс. Соответствие между названиями недели в индуистском и других индоевропейских календарях точное. Такое выравнивание имён, вероятно, произошло где-то в III веке нашей эры. День недели индуистского календаря симметрично разделён на 60 гхатик, каждая гхатика (24 минуты) делится на 60 пала, каждая пала (24 секунды) подразделяется на 60 випал и так далее.
| No. | Санскрит                                        | Латинский день     | Небесный объект              | Ассамский язык                  | Бенгальский язык      | Бходжпури        | Гуджарати        | Хинди                                   | Каннада           | Кашмирский язык                           | Конкани        | Малаялам     | Майтхили              | Маратхи           | Манипури           | Непальский       | Ория               | Панджаби (Hindus and Sikhs)                                                   | Синдхи                             | Силхетский             | Тамильский   | Телугу                                          | Урду                               | Балийский       | Чамский  |
| --- | ----------------------------------------------- | ------------------ | ---------------------------- | ------------------------------- | --------------------- | ---------------- | ---------------- | --------------------------------------- | ----------------- | ----------------------------------------- | -------------- | ------------ | --------------------- | ----------------- | ------------------ | ---------------- | ------------------ | ----------------------------------------------------------------------------- | ---------------------------------- | ---------------------- | ------------ | ----------------------------------------------- | ---------------------------------- | --------------- | -------- |
| 1   | Ravivāsara रविवासर или Aditya vāsara आदित्य वासर     | Воскресенье / Сол  | Ravi, Aditya = Солнце        | Dêûbār/Rôbibār দেওবাৰ/ৰবিবাৰ        | Rôbibār রবিবার          | Aitwār अतवार      | Ravivār રવિવાર     | Ravivār रविवार                            | Bhānuvāra ಭಾನುವಾರ    | [aːtʰwaːr] آتھوار                         | Āytār आयतार     | Njaayar ഞായർ  | Ravidin 𑒩𑒫𑒱𑒠𑒱𑒢          | Ravivāra रविवार     | Nongmaijing ꯅꯣꯡꯃꯥꯏꯖꯤꯡ | Aaitabar आइतवार   | Rabibāra ରବିବାର      | Aitvār ਐਤਵਾਰ                                                                   | Ācharu آچَرُ или Ārtvāru آرتوارُ      | Rôibbār ꠞꠂꠛ꠆ꠛꠣꠞ           | Nyayiru ஞாயிறு  | Ādivāraṁ ఆదివారం                                   | Itvār اتوار‎                        | Redite ᬋᬤᬶᬢᭂ      | Adit     |
| 2   | Somavāsara सोमवासर или Indu vāsara इन्दु वासर        | Понедельник / Луна | Soma (deity), Chandra = Луна | Xûmbār সোমবাৰ                     | Śombār সোমবার           | Somār सोमार        | Sōmavār સોમવાર     | Somavār सोमवार                            | Sōmavāra ಸೋಮವಾರ     | [t͡səndrɨwaːr] ژٔنٛدرٕوار                     | Somaar सोमार     | Thinkal തിങ്കൾ | Somdin 𑒮𑒼𑒧𑒠𑒱𑒢           | Somavāra सोमवार     | Ningthoukaba ꯅꯤꯡꯊꯧꯀꯥꯕ | Sombar सोमवार      | Somabāra ସୋମବାର      | Somavār ਸੋਮਵਾਰ                                                                  | Sūmaru سُومَرُ                        | Śombār ꠡꠝ꠆ꠛꠣꠞ            | Thingal திங்கள் | Sōmavāraṁ సోమవారం                                  | Somvār سوموار‎ или Pīrپیر‎           | Soma ᬲᭀᬫ         | Thom     |
| 3   | Мангалаvāsara मङ्गलवासर или Bhaumavāsara भौम वासर   | Вторник / Марс     | Мангала = Марс               | Môṅôlbār/Môṅgôlbār মঙলবাৰ/মঙ্গলবাৰ | Môṅgôlbār মঙ্গলবার      | Mangar मंगर       | Maṅgaḷavār મંગળવાર | Maṅgalavār मंगलवार                        | Maṁgaḷavāra ಮಂಗಳವಾರ | [boːmwaːr] بوموار или [bɔ̃waːr] بۄنٛوار     | Mangaḷār मंगळार  | Chovva ചൊവ്വ   | Maṅgaldin 𑒧𑓀𑒑𑒪𑒠𑒱𑒢       | Maṅgaḷavāra मंगळवार | Leipakpokpa ꯂꯩꯄꯥꯛꯄꯣꯛꯄ | Mangalbar मङ्गलवार | Maṅgaḷabāra ମଙ୍ଗଳବାର | Maṅgalavār ਮੰਗਲਵਾਰ                                                              | Mangalu مَنگلُ или Angāro اَنڱارو     | Môṅgôlbār ꠝꠋꠉꠟ꠆ꠛꠣꠞ        | Chevvai செவ்வாய் | Maṁgaḷavāraṁ మంగళవారం                              | Mangal منگل‎                        | Anggara ᬳᬂᬕᬭ     | Angar    |
| 4   | Будхаvāsara बुधवासर или Saumya vāsara सौम्य वासर     | Среда / Меркурий   | Budha = Меркурий             | Budhbār বুধবাৰ                    | Budhbār বুধবার          | Buddh बुध         | Budhavār બુધવાર    | Budhavāra बुधवार                          | Budhavāra ಬುಧವಾರ    | [bɔdwaːr] بۄد وار                         | Budhavār बुधवार  | Budhan ബുധൻ   | Budhdin 𑒥𑒳𑒡𑒠𑒱𑒢          | Budhavāra बुधवार    | Yumsakeisa ꯌꯨꯝꯁꯀꯩꯁ   | Budhabar बुधवार    | Budhabāra ବୁଧବାର     | Buddhavār ਬੁੱਧਵਾਰ                                                                | Budharu ٻُڌَرُ или Arbā اَربع          | Budbār ꠛꠥꠗ꠆ꠛꠣꠞ            | Budhan புதன்   | Budhavāraṁ బుధవారం                                 | Budh بدھ‎                           | Buda ᬩᬸᬤ         | But      |
| 5   | Guruvāsara गुरुवासर или Брихаспати vāsara बृहस्पतिवासर | Четверг / Юпитер   | Deva-Guru Bṛhaspati = Юпитер | Brihôspôtibār বৃহস্পতিবাৰ           | Brihôśpôtibār বৃহস্পতিবার | Bi’phey बियफे      | Guruvār ગુરુવાર     | Guruvār गुरुवार или Brihaspativāra बृहस्पतिवार | Guruvāra ಗುರುವಾರ     | [braswaːr] برَٛسوار или [brʲaswaːr] برٛؠسوار | Birestār बिरेस्तार | Vyaazham വ്യാഴം | Brihaspatidin 𑒥𑒵𑒯𑒮𑓂𑒣𑒞𑒲𑒠𑒱𑒢 | Guruvāra गुरुवार     | Sagolsen ꯁꯒꯣꯜꯁꯦꯟ     | Bihibar बिहीवार     | Gurubāra ଗୁରୁବାର      | Vīravār ਵੀਰਵਾਰ                                                                  | Vispati وِسپَتِ или Khamīsa خَميِسَ      | Birôiśôtbār ꠛꠤꠡꠥꠗꠛꠣꠞ      | Vyazhan வியாழன் | Guruvāraṁ, Br̥haspativāraṁ గురువారం, బృహస్పతివారం, లక్ష్మీవారం | Gurūvār گرووار‎ или Jume’rāt جمعرات‎ | Wrespati ᬯ᭄ᬭᭂᬲ᭄ᬧᬢᬶ  | Jip      |
| 6   | Śukravāsara शुक्रवासर                              | Friday / Венера    | Śukra = Венера               | Xukurbār/Xukrôbār শুকুৰবাৰ/শুক্রবাৰ   | Śukrôbār শুক্রবার        | Sukkar सुक्कर      | Śukravār શુક્રવાર   | Śukravār शुक्रवार                          | Śukravāra ಶುಕ್ರವಾರ   | [ʃokurwaːr] شۆکُروار или [jumaːh] جُمعہ     | Shukrār शुक्रार   | Velli വെള്ളി    | Śukradin 𑒬𑒳𑒏𑓂𑒩𑒠𑒱𑒢        | Śukravāra शुक्रवार   | Eerai ꯏꯔꯥꯢ          | Sukrabar शुक्रवार   | Sukrabāra ଶୁକ୍ରବାର    | Śukkaravār ਸ਼ੁੱਕਰਵਾਰ                                                              | Śukru شُڪرُ или Jum’o جُمعو           | Śukkurbār ꠡꠥꠇ꠆ꠇꠥꠞ꠆ꠛꠣꠞ/ꠎꠥꠝ꠆ꠝꠣꠛꠣꠞ | Velli வெள்ளி    | Śukravāraṁ శుక్రవారం                                | Śukarvār شکروار‎ или Juma’aجمع‎      | Sukra ᬲᬸᬓ᭄ᬭ       | Suk      |
| 7   | Śanivāsara शनिवासर или Śaniścaravāsara शनिश्चरवासर   | Суббота / Сатурн   | Śani = Сатурн                | Xônibār শনিবাৰ                    | Śônibār শনিবার          | Sanichchar सनिच्चर | Śanivār શનિવાર     | Śanivār शनिवार                            | Śanivāra ಶನಿವಾರ     | [baʈɨwaːr] بَٹہٕ وار                        | Shenvār शेनवार   | Shani ശനി     | Śanidin 𑒬𑒢𑒲𑒠𑒱𑒢          | Śanivāra शनिवार     | Thangja ꯊꯥꯡꯖ        | Sanibar शनिवार     | Sanibāra ଶନିବାର      | Śanīvār ਸ਼ਨੀਵਾਰ или Śaniccharvār ਸ਼ਨਿੱਚਰਵਾਰ или Saniccharvār ਸਨਿੱਚਰਵਾਰ или Sanīvār ਸਨੀਵਾਰ | Chancharu ڇَنڇَرُ или Śanscharu شَنسچَرُ | Śônibār ꠡꠘꠤꠛꠣꠞ           | Shani சனி     | Śanivāraṁ శనివారం                                  | Sanīchar سنیچر‎ или Haftahہفتہ‎      | Saniscara ᬲᬦᬶᬲ᭄ᬘᬭ | Thanchar |

Термин -vāsara часто понимается как vāra или vaar в языках, происходящих от санскрита и находящихся под его влиянием. В региональных языках существует множество вариантов названий, в основном с использованием альтернативных названий задействованных небесных тел.

### Пять конечностей времени
Полные ведические календари содержат пять анг или частей информации: лунный день (титхи), солнечный день (дива), астеризм (накшатра), соединение планет (йога) и астрономический период (каранам). Эта структура даёт календарю название Панчангам. Первые два рассмотрены выше.

#### Йога
Санскритское слово «йога» означает «союз, соединение, привязанность», но в астрономическом контексте это слово означает информацию о широте и долготе. Долгота Солнца и долгота Луны складываются и нормализуются до значения в диапазоне от 0° до 360° (если больше 360, вычитается 360). Эта сумма делится на 27 частей. Каждая часть теперь будет равна 800' (где ' — это символ угловой минуты, что означает 1/60 градуса). Эти части называются йогами. Они маркируются:
1. Вишкамбха
2. Прити
3. Аюсман
4. Саубхагья
5. Шобхана
6. Атиганда
7. Сукарма
8. Дхрити
9. Сула
10. Ганда
11. Вриддхи
12. Дхрува
13. Вягате
14. Харшана
15. Ваджра
16. Сиддхи
17. Вьятипата
18. Варияс
19. Паригха
20. Шива
21. Сиддха
22. Садхья
23. Субха
24. Шукла
25. Брахма
26. Махендра
27. Вайдхрити

Опять же, могут существовать незначительные вариации. Йога, которая активна во время восхода Солнца, является преобладающей йогой дня.

#### Карана
Карана составляет половину титхи. Карана — это время, необходимое для того, чтобы угловое расстояние между Солнцем и Луной увеличивалось с шагом в 6°, начиная с 0°.
Поскольку титхи насчитывается 30 и поскольку 1 титхи = 2 каранам, логически можно было бы ожидать, что каран будет 60. Но есть только 11 таких каран, которые заполняют эти промежутки, чтобы вместить эти 30 титхов. На самом деле существует 4 «фиксированных» (стхира) караны и 7 «повторяющихся» (чара) каран.
4 караны:
1. Шакуни (शकुनि)
2. Чатушпада (चतुष्पाद)
3. Нага (नाग)
4. Кимстугна (किंस्तुघ्न)

7 «повторяющихся» каран:
1. Вава или Бава (बव)
2. Валава или Балава (बालव)
3. Каулава (कौलव)
4. Тайтила или Тайтула (तैतिल)
5. Гара или Гараджа (गरज)
6. Вания (वणिज)
7. Вишти (Бхадра) (भद्रा)

- Первая половина 1-го титхи (Шукла Пакша) всегда Кимтугна карана. Следовательно, эта карана «фиксирована».
- Затем 7 повторяющихся каран повторяются восемь раз, чтобы покрыть следующие 56 полутитхов . Таким образом, это «повторяющиеся» (чара) караны.
- 3 оставшихся полутитхи занимают оставшиеся «фиксированные» караны по порядку. Таким образом, они также «постоянны» (стхира).
- Таким образом, из этих 11 предустановленных каран получается 60 каран.

Ведический день начинается с восходом Солнца. Карана восхода Солнца определённого дня должна быть преобладающей караной на весь день.

#### Накшатра
Накшатры — это части эклиптики, каждая по 13°20', начиная с 0° Овна.

## Календарь праздников: солнечные и лунные даты
Многие праздники в индуистских, буддийских и джайнских традициях основаны на лунных циклах в лунно-солнечном хронометраже с основами индуистской календарной системы. Однако некоторые праздники основаны на солнечном цикле, такие как Вайсакхи, Понгал и праздники, связанные с Санкранти. Даты праздников, основанных на лунном цикле, значительно различаются по григорианскому календарю, иногда на несколько недель. Древние индуистские праздники, основанные на солнечном цикле, почти всегда каждый год приходятся на одну и ту же дату по григорианскому календарю, или различаются на один день.

## Региональные варианты
Комитет по реформе индуистского календаря, назначенный в 1952 году, определил более тридцати хорошо разработанных календарей, используемых в разных частях Индии.
Варианты включают лунный вариант Викрама, календари Шаливахана, а также тамильский календарь с акцентом на Солнце и малаяламский календарь. Двумя календарями, наиболее широко используемыми сегодня, являются календарь Викрама, который используется в западной и северной Индии и Непале, календарь Шаливахана Шака, который используется в Деканском регионе Индии (включая современные индийские штаты Телангана, Андхра-Прадеш, Карнатака), Махараштра и Гоа.

### Лунный цикл
Календари, основанные на лунном цикле (лунные месяцы в солнечном году, лунная фаза для религиозных дат и нового года):
- Викрам Самват
  - Эпоха Викрами — Северная и Центральная Индия (лунная)
  - Гуджаратский самват — Гуджарат, Раджастхан
  - Синдхи самват — синдхи
- Календарь Шаливахана (эра Шака) — используется в штатах Махараштра, Гоа, Карнатака, Андхра-Прадеш, Телангана региона Декан.
- Календарь эпохи Саптариши — Кашмирские пандиты
- Непал Самбат — Неварис в Непале, Сикким
- Календарь мейтей — Манипур

### Солнечный цикл
Календари, основанные на солнечном цикле (солнечные месяцы в солнечном году, лунная фаза для религиозных дат, но новый год, выпадающий на солнечную дату — солнечный Новый год в Южной и Юго-Восточной Азии):
- ассамский календарь — ассам
- Бенгальский календарь — Западная Бенгалия
- Календарь Одиа — Одиша
- Тирхута Панчанг — Майтхилис
- Календарь Трипури — Трипура
- Календарь малаялам — Керала
- Тамильский календарь — Тамил Наду
- Календарь Тулу — Тулу
- Викрам Самват
  - Пенджабский календарь — Пенджаб, Харьяна
  - Эпоха Викрами — Северная и Центральная Индия (солнечный)
  - Бикрам Самбат — Непал, Сикким

### Другие связанные календари в Индии и Азии
- Индийский национальный календарь — используется правительством Индии (гражданский календарь, основанный на солнечных месяцах).
- Вира Нирвана Самват (лунный) — Джайн
- Календарь Нанакшахи (солнечный) — сикхский
- Буддийский календарь (лунный) — буддийский
- Тибетский календарь (лунный) — Тибет, Ладакх, Сикким, Аруначал-Прадеш
- Календарь павукон — Бали
- Балийский календарь сака (лунный) — Бали
- Календарь Чам (лунный) — Чам
- Чула Сакарат (солнечный) — Мьянма
- Тайский солнечный календарь — Таиланд
- Тайский лунный календарь — Таиланд
- Кхмерский календарь (солнечный) — Камбоджа